# نماذج أنظمة طاقة مفتوحة
نماذج أنظمة الطاقة المفتوحة هي نماذج أنظمة طاقة مفتوحة المصدر. ومع ذلك، قد يستخدم بعضها برامج مملوكة لأطراف أخرى كجزء من مهام سير العمل الخاصة بها لإدخال البيانات أو معالجتها أو إخراجها. يفضل أن تستخدم هذه النماذج البيانات المفتوحة التي تسهل العلم المفتوح.
تُستخدم نماذج أنظمة الطاقة لاستكشاف أنظمة الطاقة المستقبلية وغالبًا ما تطبق على الأمور والقضايا المتعلقة بسياسة الطاقة والمناخ. تختلف النماذج نفسها اختلافًا كبيرًا من حيث نوعها وتصميمها وبرمجتها وتطبيقها ونطاقها ومستوى تفاصيلها وتطورها وأوجه قصورها. بالنسبة للعديد من النماذج، يجري استخدام شكل من أشكال الاستمثال الرياضي للوصول إلى الحل.

## اعتبارات عامة

### تنظيم
تقع مشاريع نمذجة الطاقة المفتوحة المدرجة هنا بشكل حصري ضمن النموذج التصاعدي، حيث يكون النموذج تمثيلًا حرفيًا نسبيًا للنظام الأساسي.
يفضل العديد من المشغلين تطوير النماذج المفتوحة والبيانات المفتوحة. هناك اهتمام متزايد بجعل نماذج الطاقة في السياسة العامة أكثر شفافية لتحسين قبولها من صانعي السياسات والعامة. هناك أيضًا رغبة في الاستفادة من الفوائد التي يمكن أن تجلبها البيانات المفتوحة وتطوير البرامج المفتوحة، بما في ذلك تقليل ازدواجية الجهود، ومشاركة أفضل للأفكار والمعلومات، وتحسين الجودة، ومشاركة واعتماد أوسع. لذلك، عادة ما يكون تطوير النموذج جهدًا جماعيًا ويشكل إما باعتباره مشروعًا أكاديميًا أو مشروعًا تجاريًا أو مبادرة مجتمعية شاملة حقًا.

### الشفافية وقابلية الفهم وقابلية إعادة الأنتاج
يمثل استخدام نماذج نظام وبيانات الطاقة المفتوحة محاولة واحدة لتحسين الشفافية، وقابلية الفهم، وإمكانية إعادة إنتاج نماذج أنظمة الطاقة، ولا سيما تلك المستخدمة للمساعدة في تطوير السياسة العامة.
تشير ورقة صدرت عام 2010 بشأن نمذجة كفاءة الطاقة إلى أن «عملية مراجعة الأقران المفتوحة يمكن أن تدعم بشكل كبير تحسين النموذج والتحقق منه، وهما أمران ضروريان لتطوير النموذج». ويناقش باحثون في ورقة أخرى صدرت عام 2012 بأنه من الضروري تمكين العامة من الوصول إلى  كل من الشيفرة المصدرية وجداول البيانات حتى يتمكنوا من تشغيل نماذج محددة والتحقق منها وتدقيقها. تؤكد ورقة صدرت عام 2016 أن دراسات سيناريوهات الطاقة القائمة على النماذج، والتي تسعى للتأثير على صانعي القرار في الحكومة والصناعة، يجب أن تصبح أكثر قابلية للفهم وأكثر شفافية، ولتحقيق ذلك، توفر الورقة قائمة مراجعة لمعايير الشفافية التي يجب على مصممي النماذج أخذها بعين الاعتبار. مع ذلك، يذكر المؤلفون أنهم «يعتبرون مناهج المصادر المفتوحة حالة متطرفة من الشفافية التي لا تسهل تلقائيًا فهم الدراسات للحصول على المشورة بشأن السياسة».

### مشاريع دول
تعتبر المشاريع مفتوحة المصدر التي ترعاها الدولة في أي مجال ظاهرة جديدة نسبيًا.
منذ عام 2017، دعمت المفوضية الأوروبية العديد من مشاريع نمذجة أنظمة الطاقة مفتوحة المصدر للمساعدة في الانتقال إلى نظام طاقة منخفض الكربون في أوروبا. يقوم مشروع ديسبا سيت (Dispa-SET) بنمذجة نظام الكهرباء الأوروبي ويستضيف قاعدة بياناته على غيت هاب. عقد مشروع ميدياس (MEDEAS)، الذي من المخطط أن يصمم وينفذ نموذجًا جديدًا لاقتصاد الطاقة مفتوح المصدر في أوروبا، اجتماعه الافتتاحي في فبراير 2016. حتى فبراير 2017، لم ينشر المشروع بعد أي شيفرة مصدرية.